# 环州 (后周)
环州，五代十国到明朝的州。
五代后晋天福四年（939年）五月，方渠镇（今甘肃省庆阳市环县）升为威州，隶属于灵武节度使，木波、马岭二镇附属。后周广顺二年（952年）三月，为太祖郭威避讳，改威州为环州。周世宗显德四年（957年）九月，降为通远军。北宋淳化五年（994年），复为环州，领县一，通远县（今环县）。隶属永兴军路环庆经略安抚使、庆阳府。金朝时，属庆原路。元朝时，属巩昌总帅府，至元七年通远县并入州。明朝洪武二年（1369年），改环州为环县。 